# Air America
Ez a szócikk egy légitársaságról szól. Lásd az Air America (film) szócikket a, ha a film érdekel, és az Air America Radio szócikket ha a rádióhálózat érdekel.
Az Air America egy amerikai utas- és teherszállító légitársaság volt, amely titokban a Központi Hírszerző Ügynökség (CIA) tulajdonában és irányítása alatt volt 1950-től 1976-ig. Szállítmányozott és támogatott titkos akciókat Délkelet-Ázsiában a vietnámi háború alatt.

## Szervezeti felépítés
1950-ben, az Air America elődjének alapító társasága, a Civil Air Transport (CAT) alakult meg. A tulajdonos Claire Lee Chennault a CIA közeli munkatársa volt, aki az American Airdale Corporation-ból, egy Delaware-ben – ez az állam régről híres kedvező egybeolvasztási törvényeiről – székelő konszernből vásárolta ki az Air America-t. Az egyezményben a CAT-nek engedélyezték, hogy megtartsa szignáljait és a társaságot újjászervezték, mint Civil Air Transport Inc.

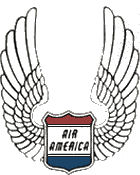
A légitársaság logója

1957. október 7-én, az American Airdale-et újjászervezték és egy másik szinten tulajdonjogot szerzett. Az új Pacific Corporation az Asia Company Ltd-nek; Air America, Inc; Civil Air Transport, Inc; Southern Air Transport; Intermountain Aviation; Bird and Sons (Bird Air-ként ismerik); és a Robinson Brothers konszernné vált. A CAT megkísérelte, hogy nevét Air America-ra nevezze át, ugyanabban az időben, de ellenezte az Air France és az American Airlines, s még két évig késleltette a névváltoztatást. 
Az Air America szlogenje "Bármit, Bárhová, Bármikor, Professzionálisan". Ez nem volt túlzás, mert az Air America légiflottája számos, különféle áruval repült számos országba, úgy mint a Vietnámi Köztársaságba, a Laoszi Királyságba és Kambodzsába. Ezekből az országokból egyben irányították is a társaságot, de ezen kívül még bázisai voltak Thaiföldön is, és leszállhattak Tajvan és Japán repülőterein is. A pilóták számos esetben repültek szigorúan titkos küldetésekben Burmába és a Kínai Népköztársaságba.

## A vietnámi konfliktus
1959-től 1962-ig a légitársaság a közvetlenül és közvetetten támogatást nyújtott a CIA Ambidextrous, Hotfoot, valamint White Star nevű műveleteiben, melyekben reguláris egységeket képeztek ki. 1962 és 1975 között az Air America amerikai katonákat szállított, logisztikai támogatást nyújtott Vang Pao hadseregének, amelyet a Hmong kisebbség tagjaiből toborzott, menekülteket szállított, és felderítési feladatokat látott el. Habár polgári jelzés alatt repültek, a légitársaság repüólőgépeit számos alkalommal vetették be Délkelet-Ázsia felett lelőtt amerikai katonai pilóták felkutatásához és kimenekítéséhez. Az Air America pilótái voltak az egyetlenek, akik egy amerikai vállalat alkalmazásában katonai (az amerikai repülésügyi hivatal által nem bevizsgált) repülőgépen repülhettek, bár legtöbbjük korábban a légierő alkalmazásában álltak és úgy vezényelték át őket a légitársasághoz.
1970 nyarára a légitársaságnak közel két tucat kétmotoros szállítórepülőgépe, két tucat rövid fel- és leszállásra képes repülőgépe, valamint 30 helikopterje volt, amelyeket Burma, Kambodzsa, Thaiföld és Laosz légterében üzemeltettek. Az Air America alkalmazásában közel 300 pilóta, másodpilóta, repüólőgépszerelő és földi személyzet állt, fő támaszpontjai Thaiföldön és Laoszban voltak. Csak 1970-ben a légitársaság 20 000 tonna élelmiszert szállított Laoszba, miközben egy hónap alatt helikopterjei összesen 4000 órát repültek.
Az Air America feladatai közé tartozott még polgári személyek, diplomaták, kémek, menekültek, speciális egységek, orvosok, sebesültek, a kábítószer ellenes ügyosztály ügynökeinek szállítása, egy alkalommal magát Richard Nixon elnököt is szállították. A teherjáratok elsősorban a háború logisztikai támogatását szolgálták, például az Észak-Vietnámban a kommunista erők ellen harcoló törzseket fegyverezték fel. Mivel a háború miatt a helyi mezőgazdasági termelés félbeszakadt, nemritkán szállítottak élelmiszersegélyt, közte élőállatokat (csirkéket, malacokat és teheneket) is. Emellett az USA oldalán harcoló erők számára fegyvereket és lőszert is szállítottak.
Az Air America pilótái, a feladat veszélyességéből következően, sokkal jobban kerestek, mint a polgári vagy akár a katonai pilóták. Egy pilóta akár egy hét alatt is annyit kereshetett, mint máshol egy hónap alatt. Ez, és a kaland varázsa, számos pilótát csábított el a légitársasághoz, cserébe viszont nagyon veszélyes volt a munka. A háborús övezetben végrehajtott bevetések szokásos veszélyein túl a pilótáknak a rosszul feltérképezett hegyekkel, gyakran túlterhelt repülőgépekkel, gyakori rossz időjárással és a navigációs segítség szinte teljes hiányával kellett megküzdeniük.
A helikopterpilótáknak különösen nehéz feladatuk volt, amikor a trópusi hőségben, nagy magasságban kellett feladatokat végrehajtani. Ilyen körülmények között a rotoron jelentkező felhajtóerő nem volt elegendő és számos "különleges" manővert kellett végrehajtani, hogy meg tudják oldani a feladatukat. A háború következtében a pilóták szinte minden nap veszélybe kerültek, nem múlt el olyan nap, hogy ne lőttek volna rájuk. Számos AA repülőgépet lőttek le a légitársaság működése során, némelyik pilóta több alkalommal is a földre kényszerült a háború során.
Alfred W. McCoy amerikai történész tanulmánya alapján az Air America számos alkalommal szállított ópiumot és heroint a laoszi Vang Pao számára (akit a CIA pénzelt). Ezt az állítást a CIA volt ügynökei, az AA pilótái és mások is megerősítették. Egy másik amerikai történész, William M. Leary szerint a kábítószercsempészetre a légitársaság munkatársainak tudta nélkül került sor.
Amikor a kommunista vietnámi hadsereg 1975-ben lerohanta Dél-Vietnámot, az Air America helikopterei részt vettek az amerikai és dél-vietnámi személyek evakuálásában Saigonból. Az evakuálás során készített híres fényképen, amelyen dél-vietnámi polgári személyek igyekeznek felkapaszkodni egy helikopter fedélzetére, valójában az Air America egyik helikoptere látható.

## A háború után
Az 1975-ös dél-vietnámi kivonulás után, megpróbálták a céget Thaiföldön megtartani, de nem sokkal a próbálkozás után összeomlott és az Air America 1976. június 30-án hivatalosan is feloszlott.